# Concepción Cabrera de Armida
Pour les articles homonymes, voir Cabrera.
Concepción Cabrera de Armida, ou Conchita (8 décembre 1862 - 3 mars 1937), est une laïque et militante catholique mexicaine. Épouse et mère de neuf enfants, elle est connue pour ses expériences mystiques et ses écrits spirituels. Elle a donné naissance aux Obras de la Cruz et fondé trois autres instituts religieux. Elle est vénérée comme bienheureuse par l'Église catholique.

## Biographie

### Jeunesse et mariage
María Concepción Cabrera de Armida, surnommée Conchita, naît le 8 décembre 1862 dans une famille aisée de San Luis Potosí. Ses parents, Octaviano Cabrera Lacavex et Clara Arias Rivera, appartiennent à la petite bourgeoisie mexicaine et sont profondément religieux. À l'âge de 21 ans, Conchita se fiance avec Francisco Armida. Leur mariage est célébré le 8 novembre 1884. Entre 1885 et 1899, le couple donnera naissance à neuf enfants. La famille vit aisément et les enfants reçoivent une bonne éducation.
Le 17 septembre 1901, Francisco Armida meurt prématurément. Conchita se retrouve seule pour gérer la famille et élever ses neuf enfants. Elle se dédie à leur éducation et aux travaux de la maison. Elle leur enseigne aussi les préceptes de la foi catholique, si bien que quelques-uns d'entre eux entreront dans la vie religieuse. Elle est active au sein de sa paroisse, assiste à la messe tous les matins et visite les voisins pauvres ou malades. En 1895, elle crée l'Œuvre de la Croix pour ceux qui "désirent sanctifier leur quotidien en s'identifiant au Christ sur la Croix".

### Œuvres religieuses
Les quatre œuvres et instituts auxquels elle a donné naissance :
- Œuvres de la Croix : fondé en 1895, rassemble des laïcs, des époux, des prêtres et des religieux dans le but de sanctifier leur quotidien. Il n'y a pas de règles mais le but est de s'offrir, et notamment effectuer des sacrifices, pour le rachat des péchés du monde, en s'identifiant au Christ sur la croix.
- Congrégation des Sœurs de la Croix du Sacré-Cœur de Jésus : fondée en 1897, religieuses contemplatives. Elles sont particulièrement tournées vers l'adoration eucharistique et prient pour la sanctification des prêtres.
- Alliance de l'Amour avec le Sacré-Cœur de Jésus : fondée en 1909, elle rassemble des fidèles qui incluent dans leur quotidien des heures de prière et une aide particulière (dans la prière et le service) au ministère sacerdotal
- Fraternité du Christ Prêtre : fondé en 1912, association de fidèles et de religieux pour la sanctification du ministère sacerdotal

Conchita est aussi connue pour avoir inspiré la fondation des Missionnaires de l'Esprit Saint, fondés en 1914 par Félix de Jésus Rougier. En février 1903, au cours d'une confession, elle reconnaît dans le père Rougier le prêtre que le Seigneur lui aurait indiqué au cours d'une expérience mystique ; il l'aurait choisi pour fonder une nouvelle famille religieuse et redonner un souffle à l'Église catholique au Mexique. Le père Rougier y voit une révélation de Dieu et mettra tout en place pour effectuer ce qu'il voit comme une "mission". Dès lors, Conchita et le père Rougier resteront liés jusqu'à leur mort et elle participera de près à la fondation des nombreux instituts du missionnaire français.
Elle sera aussi la promotrice de la consécration du Mexique à l'Esprit-saint en 1924.

### Dernières années

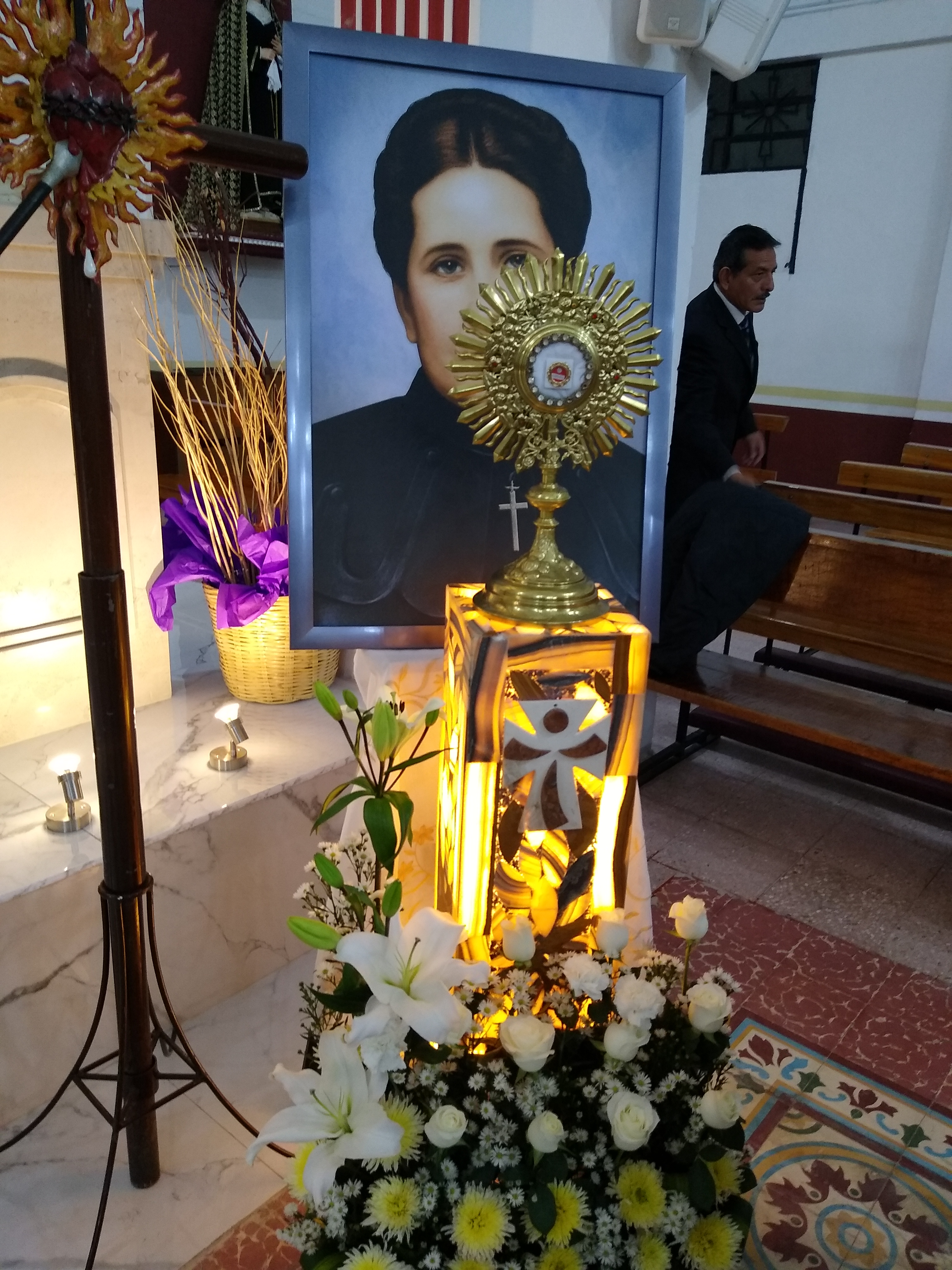
Relique de Conchita Cabrera exposée dans une paroisse au Mexique.

Après le départ de ses enfants du foyer et après la fondation de ses œuvres et instituts religieux, Conchita vit dans une grande austérité, partageant ses journées entre prière, écriture et visite à ses religieuses ou aux membres des œuvres qu'elle a fondées. En 1913, le pape Pie X l'autorise, par une autorisation exceptionnelle, de faire sa profession religieuse tout en restant dans le milieu familial.
Elle meurt donc en religieuse le 3 mars 1937 à Mexico, entourée de ses enfants.

## Spiritualité
Conchita a mis par écrit toutes ses expériences mystiques et ses réflexions dans son journal. Celui est composé de 60 000 pages manuscrites, rassemblées dans 158 tomes. L'un des recueils d'écrits de Conchita est Journal spirituel d'une mère de famille, traduit dans une dizaine de langues et réédité plusieurs fois.
Dans ses écrits, elle fait notamment part de ses nombreuses visions et d'autres expériences mystiques telles que les apparitions du Christ ou de la Sainte Trinité. Le Christ lui transmet des messages notamment centrés sur son Sacré-Cœur et la Miséricorde divine. Dans ses écrits, Conchita fait part de la grâce de maternité des âmes qu'elle a reçue. Cela consiste à s'offrir, corps et âme, au salut des âmes. Elle se fera victime pour chacune des âmes, notamment les plus pécheresses, et pour les prêtres. Tout au long de ses écrits, elle parle aussi du mystère de l'Eucharistie.
Son œuvre écrite est considérée par certains théologiens comme une œuvre majeure de spiritualité, comparable aux écrits de saint Thomas d'Aquin ou de sainte Thérèse d'Avila.

## Vénération

### Béatification

#### Enquête sur les vertus
La cause pour sa béatification et canonisation débute en 1959 dans l'archidiocèse de Mexico.
Le 20 décembre 1999, le pape Jean-Paul II reconnaît l'héroïcité de ses vertus et la déclare vénérable.

#### Reconnaissance d'un miracle
Le 8 juin 2018, le pape François reconnaît comme authentique un miracle attribué à l'intercession de Conchita, et signe le décret permettant sa béatification. La cérémonie durant laquelle elle a été proclamée bienheureuse a été célébrée le 4 mai 2019 à Mexico par le cardinal Giovanni Angelo Becciu.

### Culte
La bienheureuse Conchita Cabrera de Armida est fêtée le 3 mars.
Sa tombe est exposée à la vénération des fidèles dans l'église San José del Altillo à Mexico.

### Œuvres
- Concepción Cabrera de Armida, Devant l'autel, Cent visites à Jésus-Hostie, Téqui, 1999, 416 pages.
  - La vie dans l'Esprit Saint, Éditions de l'Emmanuel, 2009, 107 pages
  - À ceux que j'aime plus que tout, Téqui, 2009, 192 pages.
  - Unir le ciel et la terre : la souffrance qui sauve, Téqui, 2014, 80 pages
  - L'Incarnation : source de Miséricorde, Saint-Céneré, Téqui, 2017, 56 pages